# Villa El Carmen (Tarija)
Villa El Carmen is een plaats in het departement Tarija, Bolivia. Het is naar aantal inwoners de derde grootste plaats van de gemeente Yacuíba en de grootste in het kanton Caiza, gelegen in de Gran Chaco provincie. 

## Bevolking
| Jaar | Populatie |
| ---- | --------- |
| 1992 | 689       |
| 2001 | 909       |
| 2012 | 1.813     |